# Kopparplätmynt
Le kopparplätmynt, ou platmynt, était une barre de cuivre pur que le gouvernement suédois a décidé de forger en 1644 pour maintenir la parité du métal rouge avec la rixdale d'argent et encourager le recours au cuivre de la mine de Falun, qui finance l'effort de guerre suédois à la fin de la guerre de Trente Ans.
Kopparplätmynt pèse alors 19,7 kg, vaut 10 dalers (thaler) d’argent et mesure 30 centimètres sur 70, en effet, la valeur du kopparplätmynt est exprimée en argent. Une autre plaque est émise au même moment, de deux dalers et plus de 3 kg en 1655. Les plaques sont carrées ou rectangulaires et il y a un parallélisme entre ces plaques qui possèdent cinq estampilles (quatre aux coins et une au centre) et les pièces émises puisque les quatre coins d'une plaque sont équivalents au droit d'une pièce de monnaie avec le millésime et le monogramme du souverain et le centre de la plaque est équivalent au revers avec la valeur de la plaque et la mention "monnaie d'argent" (silf mynt). La réalisation de ces plaques se fait notamment à l'atelier d'Avesta.
Le stock de plaques permet alors de réguler la production de cuivre, alors en forte hausse, encouragée pour financer l'effort de guerre, lorsque la Suède entra dans la guerre de Trente Ans. Après la conquête des provinces baltes en 1630, Gustave II Adolphe de Suède poursuivit l'œuvre de Gustave Ier de Suède (Gustav Vasa) : il répondit aux appels des protestants allemands tout en négociant avec la France (traité de Bärwald du 23 janvier 1631).
Douze ans après sa création et un certain succès, le kopparplätmynt devient encombrant à transporter et mis à mal par la baisse de la valeur du cuivre : le gouvernement suédois crée donc la Banque de Stockholm, qui a le pouvoir d'émettre des billets convertibles en kopparplätmynt, les premiers billets de banque de l'histoire (en 1661).